# Catantopoides
Catantopoides is een geslacht van rechtvleugeligen uit de familie veldsprinkhanen (Acrididae). De wetenschappelijke naam van dit geslacht is voor het eerst geldig gepubliceerd in 1990 door Johnsen.

## Soorten
Het geslacht Catantopoides  is monotypisch en omvat slechts de volgende soort:
- Catantopoides minutissimus (Johnsen, 1990)